# ثيو ستريت
ثيو ستريت (بالإنجليزية: Theo Streete) هو لاعب كرة قدم بريطاني في مركز الدفاع، ولد في 23 نوفمبر 1987 في برمنغهام في المملكة المتحدة. لعب مع ديربي كاونتي ونادي دونكاستر روفرز ونادي روذرهام يونايتد.

## وصلات خارجية
- ثيو ستريت على موقع قاعدة بيانات كرة القدم.إي يو (الإنجليزية)
- ثيو ستريت على موقع Soccerbase.com (لاعب) (الإنجليزية)